# Desa Sarwodadi (administrativ by i Indonesien, lat -7,24, long 109,77)
Desa Sarwodadi är en administrativ by i Indonesien.   Den ligger i provinsen Jawa Tengah, i den västra delen av landet, 300 km öster om huvudstaden Jakarta.